# أحمد نبيل
أحمد نبيل (23 أبريل 1943 - ) ممثل مصري .

## عن حياته
هو رائد فن البانتوميم في مصر، حيث كان يحب أن يقلد الفنانين المشاهير منذ الصغر مثل شارلى شابلن وأبوت وكيستلو، وقدم عروضًا أيام المدرسة والجامعة، فدرس البانتوميم بروسيا وإخراج البانتوميم بجمهورية أذربيجان. قام بالتمثيل فيما يقرب من 100 عمل فني ما بين أفلام ومسلسلات ومسرحيات وفوازير عديدة. حصل على جوائز في فن البانتوميم من الاتحاد السوفيتي، ومن جامعة جنيف واتحاد الأدباء في الهند وجامعة سيدني بأستراليا.

## من أعماله

### المسلسلات
- الزناتى مجاهد
- مسألة كرامة
- عرائس موكشا
- العارف بالله
- السلمانية
- السيف الوردي
- إمام الدعاة
- صاحبك من بختك

وغيرها

### الأفلام
- اسف لن اعيش في حلمك
- انا والعذراء والجدي
- المشاغب ستة
- الجدعان الثلاثة
- الجوهرة
- أيام الرعب
- السجينتان

وغيرها

### الفوازير
- المناسبات
- فطوطة (الأفلام)
- فوازير ثلاثي أضواء المسرح
- عمو فؤاد مصر أم الدنيا قناة فضائية

### المسرحيات
- حواديت
- الراجل اللى جوز مراته
- الدخول بالملابس الرسمية
- ليلة جواز الشغالة
- أنت المطلوب
- الأمير الصغير

### الإخراج
- مسرحية طبيخ الملايكة 1964

## روابط خارجية
- أحمد نبيل على موقع IMDb (الإنجليزية)
- أحمد نبيل على موقع قاعدة بيانات الأفلام العربية